# ویلاما (کالدرا)
ویلاما (به اسپانیایی: Cerro Vilama) یک کوه در آرژانتین است.